# Muzeum Ziemi Śląskiej w Opawie
Muzeum Ziemi Śląskiej w Opawie (czes. Slezské zemské muzeum v Opavě) – muzeum założone w 1814 roku w Opawie, najstarsze muzeum w Czechach.

## Historia
Muzeum w Opawie zostało założone w 1814 roku z inicjatywy ówczesnego burmistrza miasta Johanna Josefa Schösslera, Franza Mückuscha, botanika i mineraloga, i Faustina Ensa, profesora historii i geografii w miejscowym gimnazjum. Opawskie muzeum jest najstarszym muzeum w Czechach, jednak w momencie powstania w granicach ówczesnej Korony Czeskiej istniało od 1802 roku Muzeum Szersznika.
Pierwsza ekspozycja w opawskim muzeum została otwarta 1 maja 1814 roku. Od początku placówka była pomyślana jako muzeum przyrodoznawcze; miała służyć nauczycielom i uczniom miejscowego gimnazjum. Integralną częścią muzeum była bogata biblioteka.
1 lipca 1817 roku muzeum odwiedził cesarz Franciszek I. Od 1818 roku nosiło nazwę Muzeum Gimnazjalne.
Od 1822 roku kustoszem muzeum był Faustin Ens. Po opuszczeniu przez niego Opawy w 1844 roku muzeum podupadło.
W 1885 roku w zbiorach opawskiego muzeum znajdowało się około 4000 przedmiotów.
W 1939 roku Muzeum Gimnazjalne zostało połączone ze Śląskim Muzeum Ziemskim w Muzeum Żupne Rzeszy (Reichsgaumuseum). W czasie II wojny światowej spłonął główny opawski budynek muzealny.
26 czerwca 1949 roku muzeum zostało przejęte przez administrację państwową i otrzymało nazwę Muzeum Śląskie. Od 1955 roku jest instytutem naukowym. W 1958 roku do Muzeum Śląskiego przyłączono Muzeum Petra Bezruča.
Pod koniec 1985 roku posiadało 1 759 217 eksponatów.

## Muzeum dziś
Przedstawia ono etnologiczne i archeologiczne eksponaty związane tematycznie z przyrodą i historią czeskiego i austriackiego Śląska i północnych Moraw. Ponadto muzeum posiada zbiór obrazów i grafik artystów austriackich i europejskich.
W Opawie zbiory muzeum są eksponowane w:
- głównym budynku (Výstavní budova, ulica Sady U Muzea 1)
- domu pamiątkowym Petra Bezruča (Památník Petra Bezruče, ulica Ostrožná 35).
- Pałacu Blücherów w Opawie (Blücherův palác).

Poza miastem do muzeum należą:
- Arboretum w Novym Dvoře
- Pomnik II wojny światowej (Památník II. světové války) w Hrabyně
- Muzeum fortyfikacji Hulczyn (Areál čs. opevnění Hlučín-Darkovičky)
- Chata Petra Bezruča (Srub Petra Bezruče) w Ostrawicy.